# Stenus carinicollis
Stenus carinicollis är en skalbaggsart som beskrevs av Thomas Casey. Stenus carinicollis ingår i släktet Stenus och familjen kortvingar. Inga underarter finns listade i Catalogue of Life.